# Tomopleura tricincta
Tomopleura tricincta is een slakkensoort uit de familie van de Borsoniidae. De wetenschappelijke naam van de soort is voor het eerst geldig gepubliceerd in 2009 door Gofas & Rolán.